# Eberhard Bauer (Psychologe)
Eberhard Bauer (* 15. Februar 1944 in Pforzheim) ist ein deutscher Psychologe, der sich mit der Forschung zu Themen der Parapsychologie und Grenzgebieten der Psychologie befasst.

## Leben
Bauer studierte Geschichte und Philosophie an der Universität Tübingen sowie Psychologie an der Universität Freiburg.
1972 wurde Bauer wissenschaftlicher Assistent von Hans Bender an der Abteilung für Psychologie und Grenzgebiete der Psychologie der Universität Freiburg, ab 1975 Assistent bei Johannes Mischo, dem Nachfolger Benders.
Bauer ist Vorstandsmitglied und stellvertretender Leiter des Institut für Grenzgebiete der Psychologie und Psychohygiene (IGPP) und hat in dieser Position besonders die historische Forschung zu Themen der Parapsychologie in Deutschland vorangetrieben.
Seit 1970 ist Bauer Herausgeber der Zeitschrift für Parapsychologie und Grenzgebiete der Psychologie.

## Mitgliedschaften
- Parapsychological Association
- Society for Psychical Research
- Society for Scientific Exploration

## Schriften (Auswahl)
- (Hrsg.): Psi und Psyche: neue Forschungen zur Parapsychologie; Festschrift für Hans Bender. Deutsche Verlags-Anstalt, Stuttgart 1974, ISBN 3-421-02656-4.
- mit Walter von Lucadou (Hrsg.): Spektrum der Parapsychologie: Hans Bender zum 75. Geburtstag. Aurum, Freiburg im Breisgau 1983, ISBN 3-591-08181-7.
- mit Walter von Lucadou (Hrsg.): Psi – was verbirgt sich dahinter?: Wissenschaftler untersuchen parapsychologische Erscheinungen. Freiburg im Breisgau; Basel; Wien: Herder 1984, ISBN 3-451-08150-4.
- Grenzgebiete der Psychologie: eine Spezialbibliographie deutschsprachiger psychologischer Literatur. ZPID, Trier 1992, ISBN 3-921716-54-3.
- mit Michael Schetsche (Hrsg.): Alltägliche Wunder: Erfahrungen mit dem Übersinnlichen – wissenschaftliche Befunde. Ergon, Würzburg 2003, ISBN 3-89913-311-0.
- mit Wim H. Kramer und Gerd H. Hövelmann (Hrsg.): Perspectives of Clinical Parapsychology. An Introductionary Reader. Stichting Het Borgmann Fonds, Bunnik 2012, ISBN 978-90-818357-0-1.